# キース・ヘインズ
キース・ランドール・ヘインズ（英語: Keith Randall Haines, 1963年6月1日 - 2018年10月17日）は、アメリカ合衆国のキーボード奏者、音楽プロデューサー、歌手。

## 生涯
1963年6月1日、オハイオ州アクロンに生まれる。幼少期から音楽に興味を持ち、少年期にはボーカルグループである「キース・アンド・ザ・ジュニアテンプス」を結成した。青年期は地元のバンドである「フリック・アンド・スナップ」のメンバーになった。
1993年、東京の六本木にあるライブハウス「ピックフォード」のハウスバンドのメンバーとして公演を行うために訪日。日本の文化と生活様式が気に入ったキースは日本に定住する決意をして2000年代から日本に活動の本拠を移した。日本でのキースは「サイエンス・バンド」を率いて、「ピックフォード」で定期的に公演を行った。
1996年にダズ・バンドに加わり、アルバム「Here We Go Again」とライブアルバム「Double Exposure」の収録に参加した。東京でファンを獲得したキースは、Fayray、DOUBLE、BoA、mihimaru GT、石井竜也、EXILE ATSUSHIといった日本の有名アーティストと共同でレコーディングを行った。また、キースはドリフターズ、アシャンティ、チャカ・カーンらのツアーに加わった。チャカ・カーンの日本ツアーではキーボード演奏を担当した。また、メロディー・セクストンとの共同レコーディングも行った。
キースは仕事に妥協を許さない完璧主義者としても知られ、グルーヴ感に富んだ緻密な打ち込みは高い評価を受けた。キーボードだけでなく、情感のこもったボーカルやコーラスにも定評があり、アメリカや日本以外でも多くのファンを獲得した。
2018年10月17日の午前1時30分頃、神奈川県横須賀市の病院で心臓発作のため55歳で死去。3日後にヤマハ銀座スタジオで開催予定だった「プレ・ハロウィーン・パーティー」を控えた矢先の死であった。